# Erwin Brünisholz
Erwin Brünisholz  (* 22. Mai 1908 in Ludwigshafen am Rhein; † 14. Juli 1943 in der Nähe von Orjol/Sowjetunion) war ein deutscher Maler und Zeichner.

## Leben
Im Jahre 1914 zog Erwin Brünisholz mit seiner Familie von Ludwigshafen nach Kaiserslautern, wo er das Humanistische Gymnasium besuchte. Nach dem Abitur begann er 1927 an der Kunstakademie in München ein Kunststudium, das er mit dem Examen als Zeichenlehrer abschloss. 1932 kehrte Brünisholz nach Kaiserslautern zurück, wo er als freischaffender Künstler arbeitete und Zeichenunterricht an der Landesgewerbeanstalt gab. 1939 wurde er zur Wehrmacht einberufen. Am 14. Juli 1943 fiel er als Oberleutnant in der Nähe von Orjol/Russland.

## Werk
Erwin Brünisholz schuf in wenigen Schaffensjahren ein umfangreiches Werk aus Zeichnungen, Aquarellen und Ölbildern. Sein Stil wurde geprägt durch die Ausbildung an der Kunstakademie München und von Eindrücken, die er auf zahlreichen Studienreisen sammelte. Er besuchte unter anderem Ausstellungen in München, Berlin, Amsterdam und Paris und setzte sich mit der Kunst des französischen und deutschen Impressionismus auseinander. Nach Darstellung des Kunsthistorikers Wilhelm Weber übten die Werke von Édouard Manet, Lovis Corinth, Max Liebermann und Max Slevogt einen großen Einfluss auf Brünisholz aus. Weber betont besonders die Bedeutung von Vincent van Gogh für die Entwicklung von Brünisholz, dessen Malerei auch durch expressive Tendenzen gekennzeichnet ist. Dabei arbeitete er in einer Maltechnik, für die er selbst angeriebene Farben mit Terpentin, Harz-Essenzen und wenig Öl verwendete, wodurch er einen ganz eigenen, unverkennbaren Stil entwickelte. Sein Œuvre umfasst hauptsächlich Porträts und Landschaften. Der Nachlass des Künstlers wurde von Brigitte Burkhardt und Roland Paul verwaltet.

## Ausstellungen (Auswahl)
- 1951: Erwin Brünisholz. Gedächtnisausstellung, Pfälzische Landesgewerbeanstalt, Kaiserslautern (12. Mai bis 11. Juni 1951)
- 1976: Erwin Brünisholz – Fritz Gerner, Pfalzgalerie, Kaiserslautern (Dezember 1976 bis Januar 1977)
- 1984: Erwin Brünisholz, Pfalzgalerie, Kaiserslautern (20. Januar bis 4. März 1984)
- 2008: Erwin Brünisholz (1908–1943) zum 100. Geburtstag, Theodor-Zink-Museum im Wadgasserhof, Kaiserslautern (19. April bis 25. Mai 2008)[3]

## Ehrung
In seiner Geburtsstadt Ludwigshafen ist im Wohngebiet Melm ein Weg nach Erwin Brünisholz benannt.